# 福岡県立ももち文化センター
福岡県立ももち文化センターは、福岡県福岡市早良区百道にあるホール。800の座席数がある大ホールは、オペラ・バレエ・演劇・ミュージカルなどに使用されている。名誉館長は、女優の栗原小巻が務めている。
現在はサワライズが命名権を取得しており、2024年9月1日より愛称がSAWARAPIA（サワラピア）となった。命名権導入以前はももちパレスの愛称で親しまれていた。

## 沿革
- 1973年9月28日[3] - 福岡県立勤労青少年文化センターとして開館。本館・大ホール・体育館の3館から構成。
- 2007年4月1日[7] - 本来の目的である勤労青少年の利用が少ないことから、勤労青少年文化センターを廃止し、本館・ホールを福岡県立ももち文化センターに改称。体育館棟は利用者の9割以上が福岡市民である実態を踏まえ[8]、同年6月29日に福岡市に譲渡[9]、7月1日に福岡市ももち体育館として再オープン[10]。
- 2024年9月1日 - サワライズの命名権取得により、愛称が「SAWARAPIA」となる。命名権料は年間720万円[5]。

## 施設内容
- 大ホール - 定員800名、1,100㎡（332坪）、間口16ｍ、奥行11.5ｍ、高さ6ｍ
- 楽屋（4室） - 54㎡（16坪）
- 練習室 - 90㎡（27坪）
- 本館（小ホール・会議室など）[11]。

施設内容
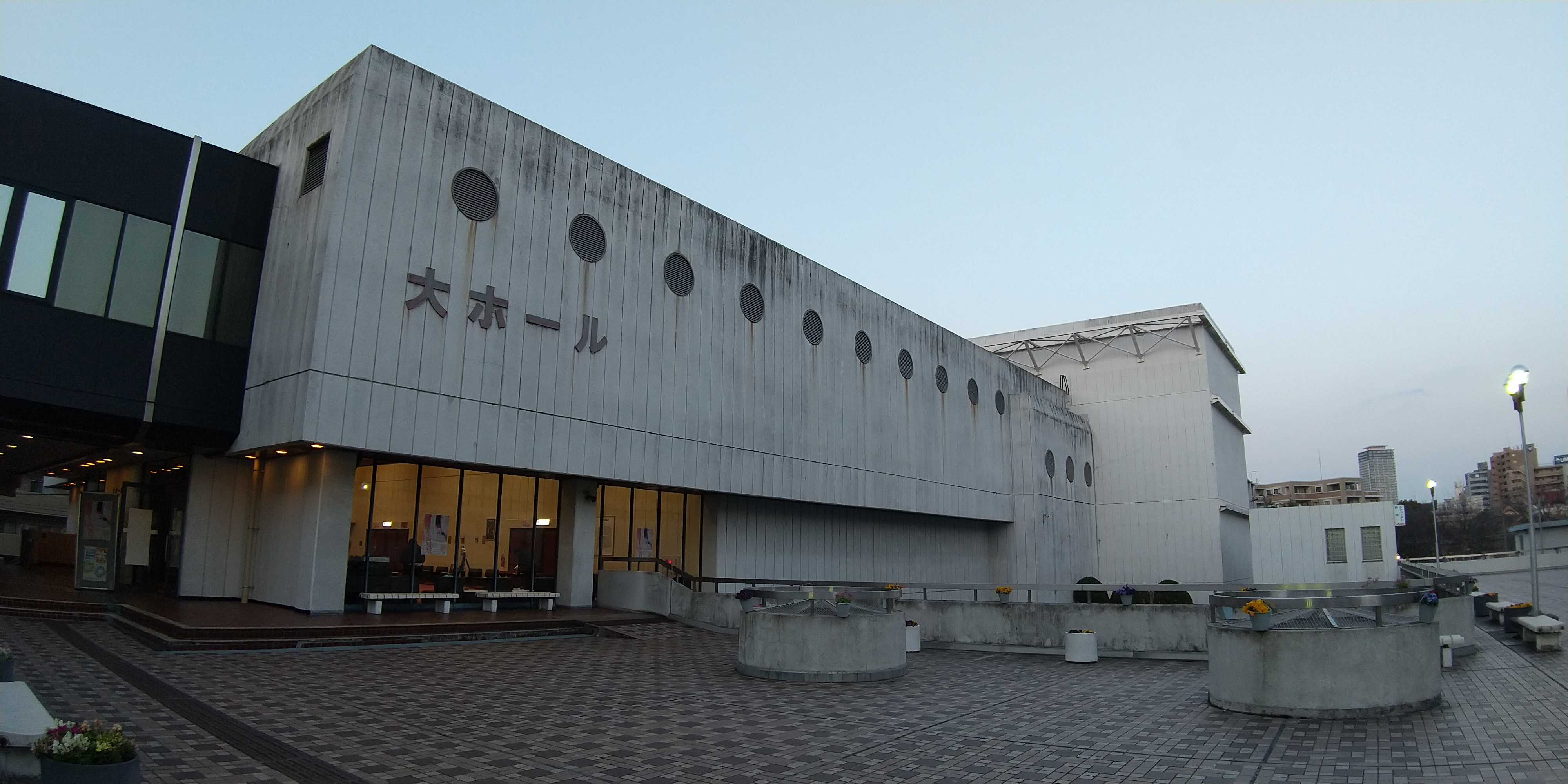
大ホール
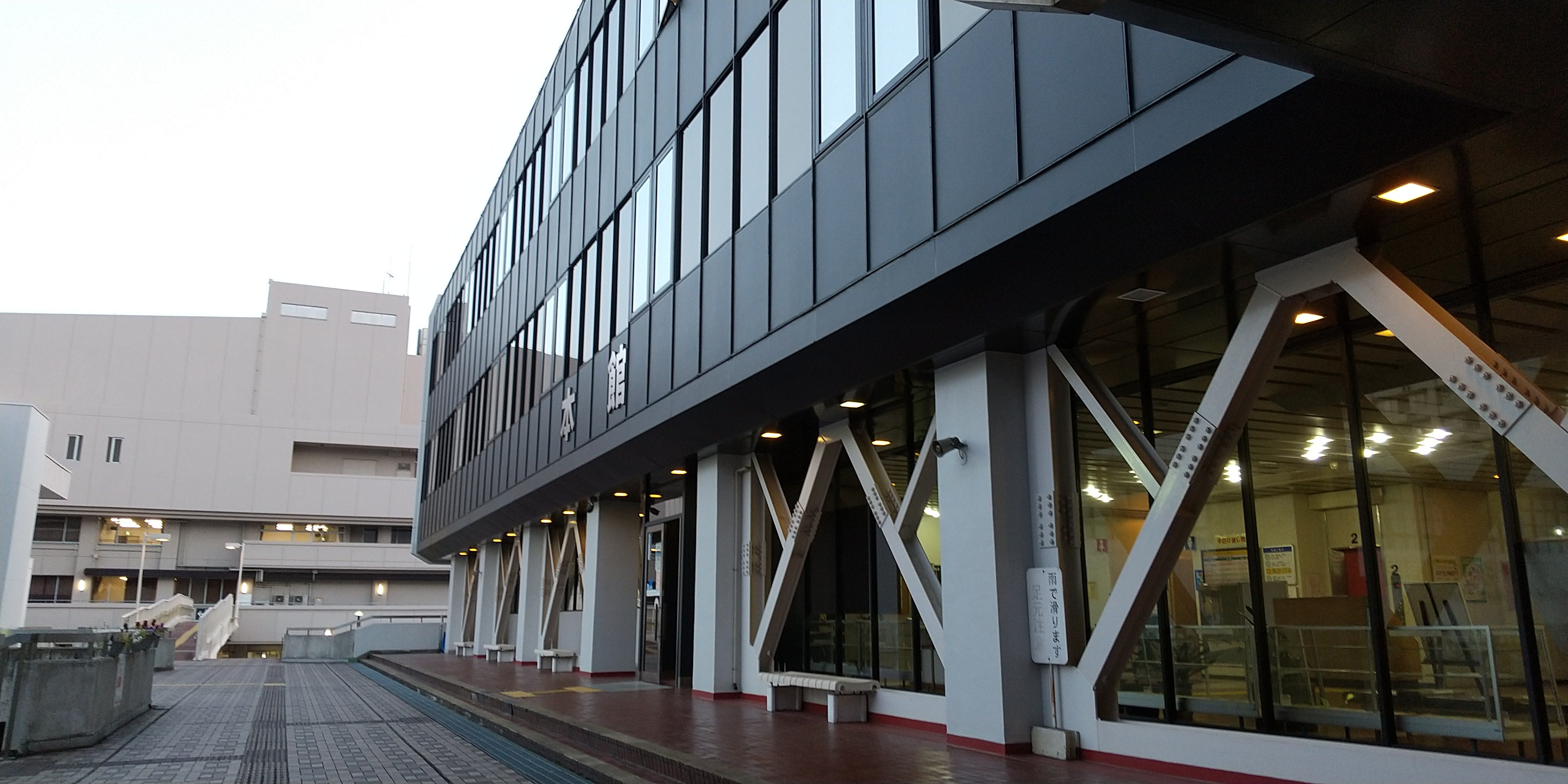
本館
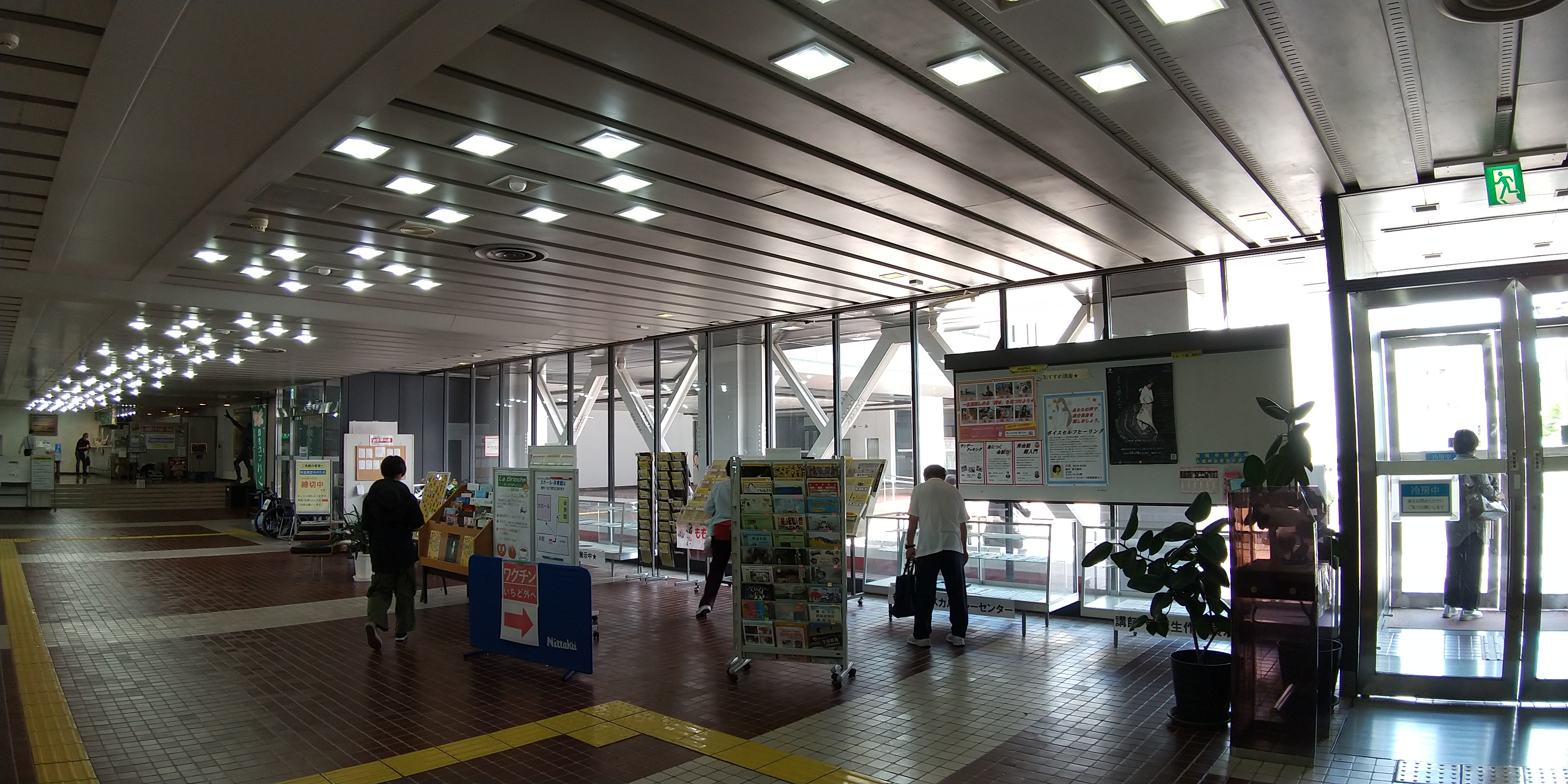
本館2階ロビー
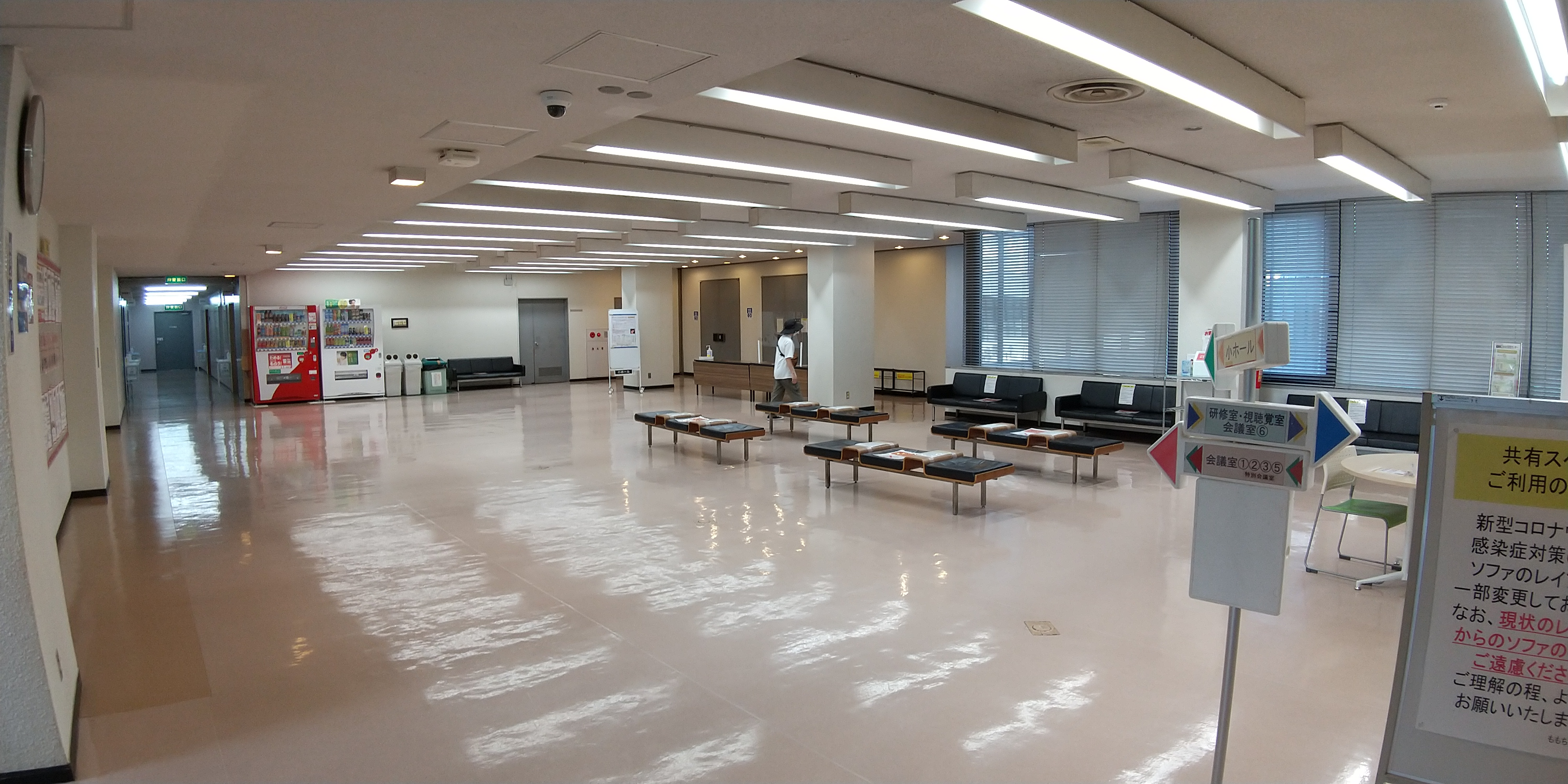
本館3階展示ホール

## 関連施設
館内の飲食店としては本館2階（大ホールの向かい）にパン屋がある。

## アクセス
- 福岡市地下鉄空港線「藤崎駅」より徒歩約2分
- 西鉄バス「藤崎バスターミナル」より徒歩約2分（同じ建築物の2階「早良市民センター」のペデストリアンデッキからも接続）
- 福岡高速道路「愛宕出入口」より車で約5分（※西区方面からは降りられない）
- 福岡高速道路「百道出入口」より車で約5分

入口
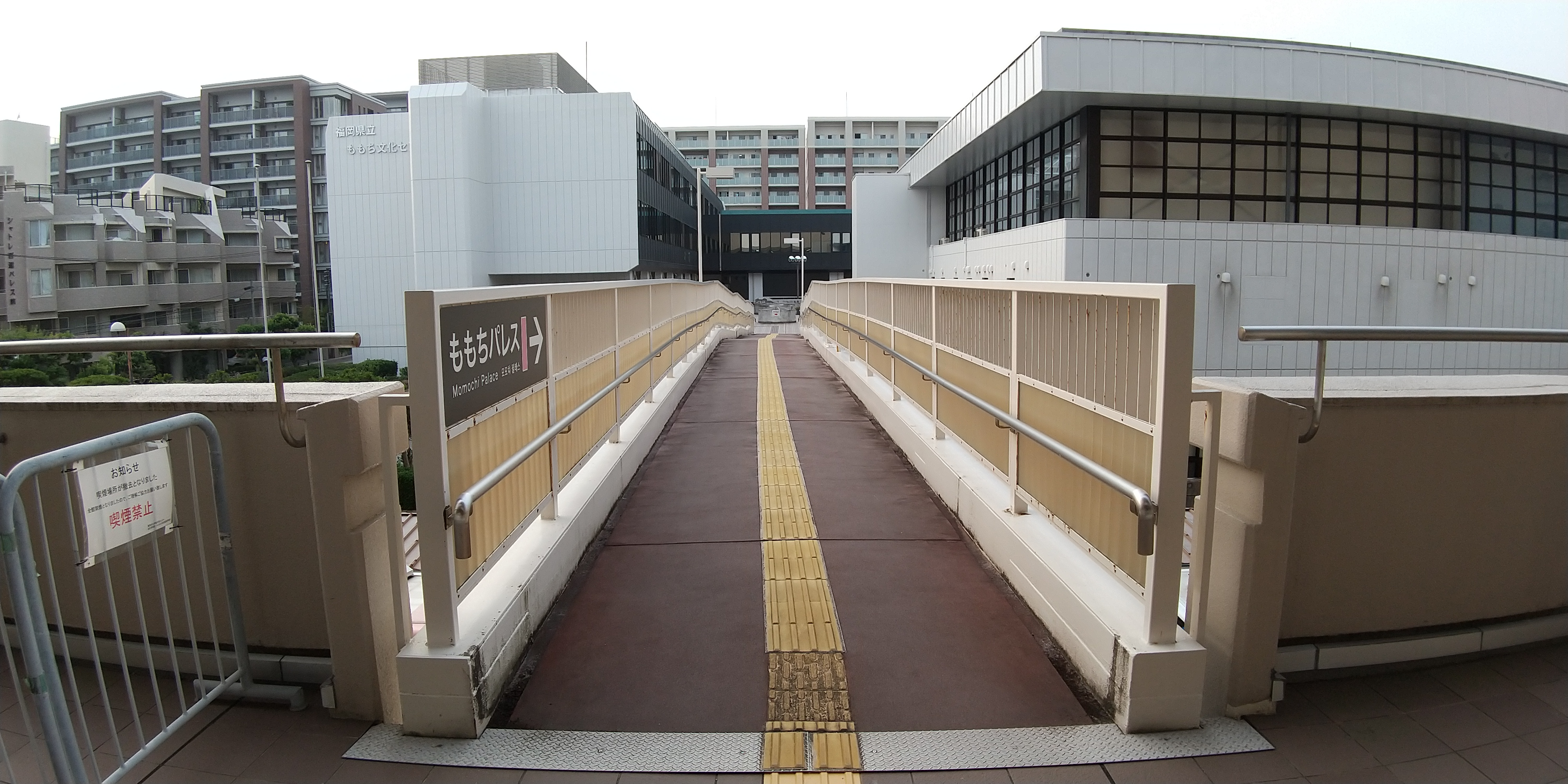
ペデストリアンデッキより望む
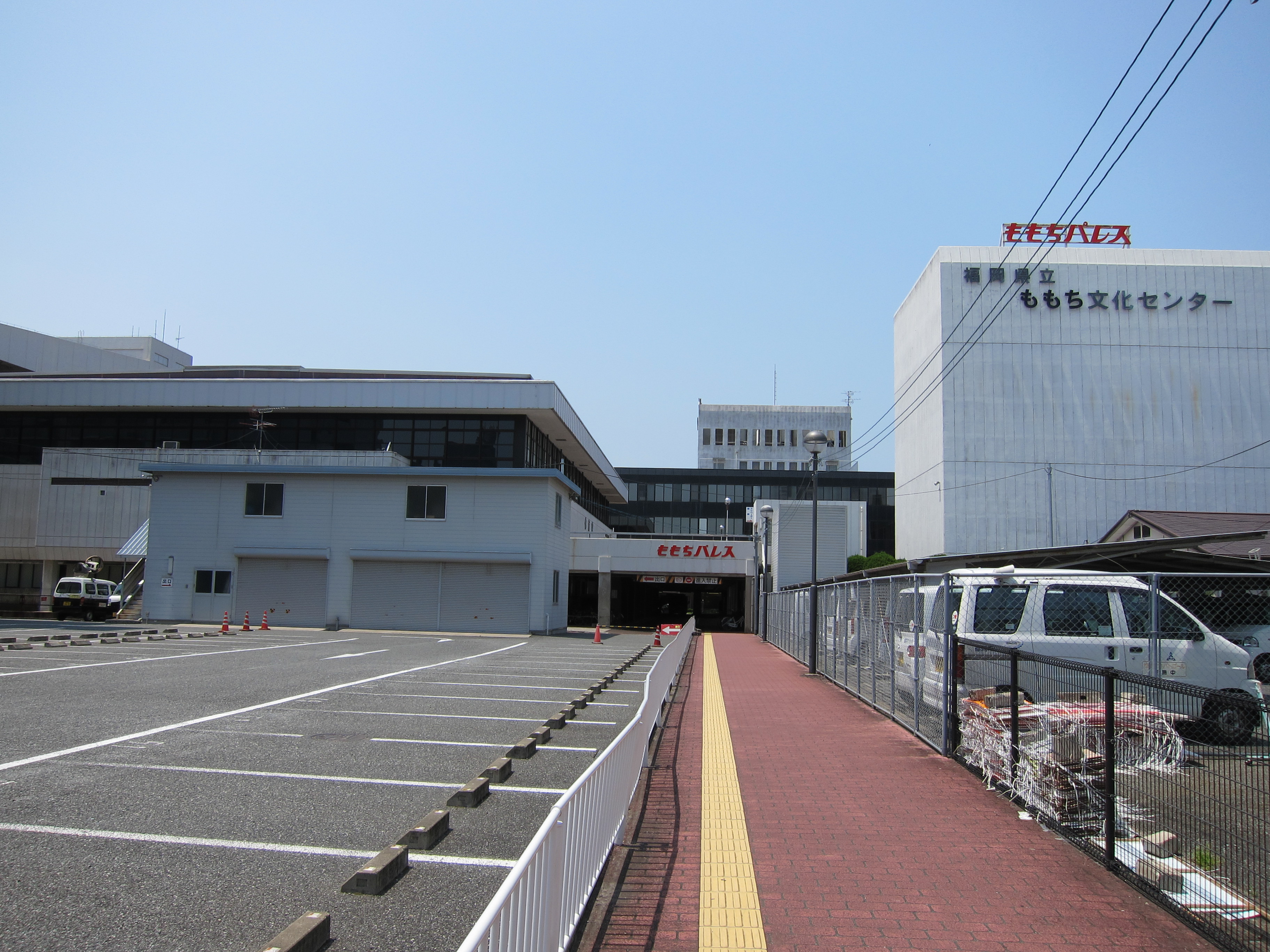
東側入口より望む